# イサキオス・コムネノス (アレクシオス1世の兄)
イサキオス・コムネノス (ギリシア語: Ἰσαάκιος Κομνηνός, Isaakios Komnēnos; 1050年ごろ – 1102/1104年) は、コムネノス朝期のビザンツ帝国の皇族。ドゥーカス朝の時代から帝国屈指の高位貴族・軍人として活躍し、のちに弟のアレクシオス1世コムネノス （在位: 1081年 - 1118年）がビザンツ皇帝位に就いてコムネノス朝をひらくのを助け、その統治を支えた。
11世紀半ばに最上位格の貴族コムネノス家に生まれ、皇帝を輩出していたドゥーカス家と縁戚関係を結んで確固たる地位を築いた。教養深く勇壮な人物で、1073年から1078年にかけて帝国軍の最高位官職であるスコライ軍司令長官とアンティオキアのドゥクスを兼任した。任地でのセルジューク朝との戦争では目立った働きをできなかったが、1078年に首都コンスタンティノープルへ帰還すると皇帝ニケフォロス3世ボタネイアテスと皇后マリア・バグラティオニの信頼を獲得した。これを逆手に取り、弟アレクシオス（1世）とともにみずから帝位を奪い取る陰謀を企て、1081年に反乱を起こして成功し、アレクシオス1世を帝位に就けた。見返りに、アレクシオス1世から新設された官職セバストクラトルに任じられ、皇帝とほぼ同格の扱いを受けた。以後はアレクシオス1世の宮廷において秩序維持や司法などを含む内政面で重要な役割を果し、陰謀やキリスト教異端の摘発に活躍した。

## 生涯

### 前半生
イサキオスは、スコライ軍司令長官ヨハネス・コムネノスとアンナ・ダラセナの間の次男（三番目の子）として生まれた。正確な生年月日は不明であるが、1050年ごろであっただろうと考えられている。姪の皇女アンナ・コムネナが著した歴史書『アレクシアス』 (77–78)によれば、イサキオスの体躯は弟アレクシオス（1世）とよく似ており、そのうえで比較すると弟より色白で、髭が薄かったという。またアンナによれば、イサキオスは狩猟や戦争を好み、こと戦場においてはみずからヴァリャーギに交じって戦ったという。またオフリドのフェオフィラクトをはじめとした同時代人たちは、彼に美徳があり他人と友になる力があったと称賛している。ただアンナは、短気な面があり他人の些細な言葉に激昂することがあったとも付け加えている。またいずれの史料でも一致する評価として、イサキオスは非常に教養深い人物だったという。アンティオキア総主教ヨハネスによれば聖典解釈を得意としており、またエウカイタのバシレイオスによれば哲学にも広く通じていた。ただ彼自身が執筆した文章で現存しているものは少なく、新プラトン主義哲学者プロクロスに反駁する哲学論文3編と、カルケドンのレオーンを糾弾する神学論文のみである。
イサキオスが生まれた11世紀半ばの時点で、コムネノス家はコンスタンティノープルでも最高位の貴族であり、皇帝イサキオス1世コムネノス（在位: 1057年 - 1059年）も輩出した。1071年後半/1072年前半に母アンナ・ダラセナが裁判にかけられ追放されると、イサキオスは母と共にプリンキポス島へ渡った。しかしドゥーカス家出身の皇帝ミカエル7世ドゥーカス（在位: 1071年 - 1078年）が、いまだ有力なコムネノス家との和解を望み、イサキオスとグルジア王女エイレーネーの縁組を取り持った（結婚は1072年8月4日以降）。エイレーネーはアラニアの支配者の娘で、ミカエル7世の皇后マリア・バグラティオニ（アラニアのマリア）の従姉妹にあたった。
それから間もなく、おそらく1073年中に、イサキオスは東方スコライ軍司令長官に任じられ 、対セルジューク朝総司令官（ストラテゴス・アウトクラトール）としてアナトリアへ遠征した。セルジューク朝は先立つ1071年のマンズィケルトの戦いでビザンツ軍を破って以降、アナトリアへ手を伸ばしていた。イサキオスはカイサレア近くで起きた初戦でセルジューク軍の捕虜となり、身代金と引き換えに解放された。その後、弟アレクシオスとともにアンキュラ経由でコンスタンティノープルへ帰還した。翌年、イサキオスはアンティオキアのドゥクスとして再び東方へ派遣された。前任者ヨセフス・タルカネイオテスの死後、息子のカタカロン・タルカネイオテスはアンティオキアの街全体で高まる不穏な動きを抑えきれずにいた。騒擾を扇動していたのはアンティオキア総主教アイミリアノスであり、おそらくはアルメニア人豪族フィラレトス・ブラカミオスと結託しての動きであった。フィラレトス・ブラカミオスはマンズィケルトの戦い後に北方のタウロス山脈中で半独立勢力を築いていた。イサキオスは計略をもってアイミリアノスをアンティオキア市内から排除したが、抵抗勢力が蜂起し、軍事力で鎮圧せざるを得なくなった。さらに1075年春にセルジューク軍の襲撃を受け、イサキオスはまたも捕虜となり、アンティオキア市民が供出した金2万枚と引き換えに釈放された。この戦いでは、先代の皇帝ロマノス4世ディオゲネス（在位: 1068年 - 1071年）の子コンスタンティノス・ディオゲネスも戦い戦死している。イサキオスは1078年春までアンティオキアに留まった後、コンスタンティノープルへ帰還した。

### 帝位簒奪クーデター
首都へ戻ったイサキオスは、新たに即位していた老皇帝ニケフォロス3世ボタネイアテス（在位: 1078年 - 1081年）からの信頼を獲得した。伝えられるところでは、イサキオスがシリアから持ち帰った織物を献上し、ニケフォロス3世がこれをいたく気に入ったのがきっかけであるという。ニケフォロス3世はたびたびイサキオスを呼んで晩餐を共にし、高位官職セバストスにつけ、皇帝の宮殿であるブーコレオン宮殿内に居を構える特権まで与えた。こうした多大な好意を受けていながら、イサキオスとアレクシオスの兄弟は、ニケフォロス3世を廃位しコムネノス家みずから帝位を奪い取る陰謀を企てていた。ニケフォロス3世の側近であるブルガリア人ボリルとゲルマノスがコムネノス兄弟の意図に感づいたと知ると、兄弟は皇后マリア（ミカエル7世廃位後にニケフォロス3世と再婚）に庇護を求めた。マリアは個人的にアレクシオスを慕っており、またニケフォロス3世が、もともと自身の後継者とする約束であったマリアの子コンスタンティノス・ドゥーカスをないがしろにして、シナデノスなる者に心変わりしようとしていたのを危惧していた。アンナ・コムネナによれば、コムネノス兄弟は機を見て皇后アンナに陰謀の計画を明かし、コンスタンティノス・ドゥーカスの皇位継承権を守ることを誓った。これに加え、アレクシオスがエイレーネー・ドゥーカイナと結婚したことで、兄弟は帝位を失ってもまだ強大だったドゥーカス家の支持を獲得した。
1081年1月後半、セルジューク朝がキュジコスを陥れたのをうけて、ビザンツ軍がコンスタンティノープルに近いトラキアに集結した。これをクーデター決行の好機とみたコムネノス兄弟は、2月14日に支持者と会い、翌日に密かにコンスタンティノープルから抜け出し、ハドリアノポリスを経由してツルロスで軍と合流した。ここで軍を掌握した兄弟は、コンスタンティノープルへ向けて進軍し、スキザ郊外に陣を張った。作者不詳の年代記によれば、その途上のハドリアノポリスでアレクシオス（1世）が皇帝として戴冠したという。しかしスキザの陣営内で、イサキオスがアレクシオスを差し置いてみずから皇帝になろうとする騒動があった。しかしドゥーカス家や軍の大半がアレクシオスを支持したので、イサキオスは諦めた。弟への服従を知らしめるため、イサキオスは皇帝の紫色の靴をアレクシオスの足に履かせるという象徴的な儀式のようなことまでした。4月1日、コムネノス兄弟はコンスタンティノープルへ入城し、宮殿を制圧した。

### アレクシオス1世期

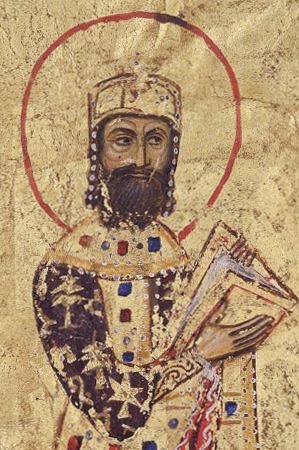
アレクシオス1世コムネノスの肖像（12世紀ギリシアの写本）

アレクシオス1世が即位してからは、イサキオスはその最も忠実で確固とした、熱心な支持者となった。アレクシオス1世もイサキオスのために、新たにセバストクラトルという官職を新設して授与し、皇帝とほぼ同列に扱った。アンナ・コムネナの言葉によれば、イサキオスは「紫なき皇帝」であった。1081年5/6月にイサキオスはドゥーカス家の意向により皇太后マリアをマンガナ修道院に押し込める仕事をしたが、この時点ですでに彼がセバストクラトルを名乗っていたことが確認できる。
歴史家ポール・ゴーティエは、イサキオスはアレクシオス1世から「大審問官および社会秩序の守護者」としての役割を任されていたと評している。実際にイサキオスは、たびたび特別法廷を率いてアレクシオス1世から委ねられた数々の繊細な問題に対処していった。1081年秋にアレクシオス1世がノルマン人と戦うためデュッラキウム遠征へ出た際は、イサキオスがコンスタンティノープルの留守を任された。この遠征先から、アレクシオス1世はたびたび兵に給料を払うための資金不足に陥った。資金繰りを求められたコンスタンティノープルの政府は、最初はコムネノス家と支持者たちの私財から資金を捻出してアレクシオス1世のもとへ送った。しかし間もなくアレクシオスは2度目の資金繰り要請をしてきた。コンスタンティノープルの政務を裁いていたイサキオスと母アンナ・ダラセナらは、資金繰りに行き詰まり、長きにわたる協議の末、ついに教会財産に手を付けることにした。これは東ローマ皇帝たちの中から前例を探すとヘラクレイオス（在位: 610年 - 641年）にまで遡る事態であった。1081年から1082年にかけての冬、イサキオスはハギア・ソフィア大聖堂に乗り込み、総主教による宗教会議を開催させ、みずから脅迫的な演説を展開して聖職者たちを屈服させ、教会の金銀財を接収して鋳溶かし硬貨を鋳造し、兵に支払うことを認めさせた。この会議ではヨハネス・メタクサスという名の輔祭一人が反抗してイサキオスを嘲弄したが、彼を除いてイサキオスに反発したものはいなかった。しかし実際に教会財産の接収が始まると、会議に参加していなかったカルケドン府主教レオーン（カルケドンのレオーン）が公然と宗教会議の結果やイサキオスを批判し始めた。これが要因となり、後の1086年1月にレオーンは元老院議員と高位聖職者の混成による裁判にかけられ罷免された。
1082年2月、アンナ・コムネナによればイサキオスはその教養深さを買われて、哲学者ヨハネス・イタロスの異端審問を指揮することになった。イサキオスは彼が非正統な教義を広めているとして有罪と判断し、彼を教会法廷へ送った。1083年、イサキオスはペトリツォス修道院に高価な祭服を寄付した。この修道院は、将軍グレゴリオス・パクリアノスが創建したものであった。1087年、ペチェネグ人がバルカン半島に侵入したのに対処するため、2度目の教会財産接収が行われた。後のアンティオキア総主教ヨハネス7世によれば、貴重な祭器を隠そうとした一部の反抗的な修道僧が捕らえられ、鞭打たれたり投獄されたりした。カルケドンのレオーンもまたこの処置を批判したため、アレクシオス1世不在のコンスタンティノープルで留守を任されていたイサキオスは、レオーンをトラキアの黒海沿岸にあるソゾポリスまたはメセンブリアへ追放した。
1092/1094年、イサキオスの子でデュッラキウムのドゥクスに任じられたばかりだったヨハネス・コムネノスが、オフリド大主教フェオフィラクトから、アレクシオス1世に対する陰謀を企んだと告発される事件が起きた。ヨハネスを裁くためフィリッポポリスでアレクシオス1世隣席のもとで裁判が開かれると、イサキオスも急いで駆け付けた。アンナ・コムネナが残しているこの裁判の詳細な記録によると、当初イサキオスは息子が無実かどうか判断つかず、慎重な態度をとっていた。しかしアレクシオス1世当人にこの件を深掘りする意思がないと悟ると、イサキオスは裁判に力ずくで介入して息子を擁護し、弟アドリアノスと口論の末に相手を中傷の咎で告発するまでに至った。
この頃、カルケドンのレオーン問題も再燃していた。ハドリアノポリスのニコラオスが叔父であるレオーンに書き送った書簡によれば、イサキオスは教会財産接収に反発した者たちを「物質崇拝者」 (ὑλολάτραι)とこき下ろし、彼らがイコンに描かれた人物とそのイコンを飾り立てている豪華な装飾を同一視しているなどと批判した。この甥からの知らせに対する返書で、カルケドンのレオーンは自分の立場を主張する長大な神学論を展開し、これが大論争を巻き起こした。イサキオスはレオーンの批判に対処するべく、レオーンの主張に対する反証となる教父や公会議の文献の編纂を始めた。この問題に決着をつけるべく、1094年後半にブラケルナエ宮殿で教会会議が開催された。ここでは皇帝アレクシオス1世がみずから議長を務め、イサキオス、コンスタンティノープル総主教ニコラオス3世、エルサレム総主教シメオン2世の3人が判事を務めた。最終的に、この会議でレオーンはみずからの主張が誤っていたと認め、その後カルケドン府主教へ再任された。歴史家コンスタンティノス・ヴァルゾスの言葉によれば、これは「イサキオスの神学的・政治的勝利」であった。
またイサキオスは、カルディアのドゥクスであるテオドロス・ガブラスとその子グレゴリオスをめぐる問題にも関与した。もともとグレゴリオスは、イサキオスの娘の一人と婚約していた。ところが父テオドロスがアラン人の王女と再婚すると、その王女とイサキオスの妻エイレーネーが従姉妹であったため、グレゴリオスとイサキオスの娘が結ばれることは近親婚扱いとなり教会法に反するとして破談になってしまった。グレゴリオスが人質としてコンスタンティノープルに滞在していた1094年から1098年の間のある時、イサキオスはマルマラ海に面した自分の宮殿にテオドロス・ガブラスを招いてもてなした。またイサキオスは、1097年から1104年の間に起きたアネマス四兄弟の陰謀摘発にも活躍した。アネマス兄弟は、文武の高官たちを巻き込んでアレクシオス1世に対する陰謀を企てていた。イサキオスはソロモンという名の元老院議員を説得して、陰謀の参加者や詳細を吐かせた。またイサキオスは、その後すぐにあった医師バシレイオスと呼ばれるボゴミル派指導者の異端審問も主導した。
晩年のイサキオスは修道院に入り、ヨハネスという修道名を名乗った。母アンナ・ダラセナが没した後、「1年と数か月」後にイサキオスも死去した。これは1102年から1104年の間にあたる。妻エイレーネーも修道院に入ってクセニアと名乗り、イサキオスの約1年後に死去した。夫妻の遺児たちは、アレクシオス1世が引き取った。イサキオスの名は、東方正教会の正教勝利祭で読み上げられる『正教のシノディコン』の中で記念されている。

## 家族
イサキオス・コムネノスはグルジアの王女エイレーネーと結婚し、4人の息子と少なくとも2人の娘をもうけた。
- ヨハネス（英語版） (1073年 – 1136年以降)：プロトセバストス（英語版）、デュッラキウムのドゥクス (1092年-1106年)。一説では、アレクシオス1世の皇后エイレーネー・ドゥーカイナ（英語版）の姪に当たるマリア・ドゥーカイナと結婚した[37]。
- 娘 (1075年ごろ生)：名前不詳。プロトプロエドロス（英語版）のコンスタンティノス・ドゥーカスと結婚した。歴史家ヴァルゾスは、彼女の名はアンナであったと推測している[38]。
- アレクシオス（英語版） (1077年ごろ - 1108年以降)：セバストス（英語版）、デュッラキウムのドゥクス (1106年-1108年以降)。ゾエという名の女性と結婚した[39]。
- 娘 (1080年ごろ生)：名前不詳。グレゴリオス・ガブラスと婚約したが、1094年に教会法違反として婚約破棄された。その後の動向は不明。ヴァルゾスは、マリアという名であったと推測している[40]。
- コンスタンティノス（英語版） (1085年ごろ – 1147年以降)：セバストス、ベロイアのドゥクス（1107年）、メガス・ドルンガリオス（英語版）。アンティオコス家・エウフォルベノス家出身の女性と結婚した[41]。
- アドリアノス（英語版）(1088年ごろ – 1157/64年)：セバストス、カルディア（英語版）のドゥクス。名前・家名不詳の女性と結婚したが、のちに修道僧となった。1139年ごろ、ブルガリア（オフリド）総主教（英語版）に任じられイオアン4世と名乗った[42]。
- ソフィア (1094年ごろ – 1130年ごろ)：セバストスのドケイアノスと結婚した[43]。
- エウドキア (1096年ごろ – 1150年以降)：セバストスのニケフォロス・ボタネイアテスと結婚した[44]。